# Давіт Імедашвілі
Давіт Імедашвілі (груз. დავით იმედაშვილი; 15 грудня 1984, Руставі, Грузинська РСР, СРСР) — грузинський футболіст, захисник клубу «Самтредіа».

## Біографія

### Клубна кар'єра
Почав займатися футбол у клубі «Горді» в Руставі. Після займався в академії тбіліського «Динамо». Професійну кар'єру в «ВІТ Джорджії». Влітку 2005 року виступав разом з командою в єврокубках в Кубку Інтертото, тоді ВІТ Джорджія програла угорському клубу «Ломбард» і вилетіла з турніру. Імедашвілі провів 2 матчі.
Влітку 2006 року перейшов київське «Динамо», підписавши п'ятирічний контракт. У Вищій лізі дебютував 29 липня 2006 року в матчі проти запорізького «Металурга» (0:5), Імедашвілі вийшов на 84 хвилині замість Тараса Михалика. У липні 2007 року побував на перегляді в російському «Сатурні», також була інформація що Імедашвілі підписав контракт. Після цього побував на оглядинах в ужгородському «Закарпатті», але перейшов на правах оренди в латвійський «Вентспілс». У команді провів 1 гру і незабаром повернувся в «Динамо». Виступав в основному в «Динамо-2» і за дубль. Всього в «Динамо-2» провів 13 матчів, у дублі зіграв в 26 матчах і забив 3 м'ячі.
У січні 2008 року побував на перегляді в грецькому «ПАОКу». У 2009 році виступав за угорський клуб «Ньїредьгаза», в чемпіонаті Угорщини зіграв 11 матчів і забив 1 гол.
Влітку 2009 року перейшов в грузинський «Олімпі» з Руставі, де провів один сезон, після чого став гравцем азербайджанського клубу «Хазар-Ленкорань».
З 2013 року знову став виступати на батьківщині за клуби «Сіоні», «Цхінвалі», «Металург» (Руставі) та «Самтредію».

### Кар'єра в збірній
Виступав за молодіжну збірну Грузії до 21 року у команді провів 11 матчів. У складі національної збірної Грузії дебютував 6 вересня 2006 року в гостьовому матчі проти України (3:2), Імедашвілі почав матч в основі, але на 35 хвилині був замінений на Іллю Канделакі.